# Шиллінговський Павло Олександрович
Шиллінговський Павло Олександрович (рос. Шиллінговський Павел Александрович 28 лютого, 1881, Кишинів — 5 квітня, 1942, Ленінград) — російський художник, гравер, педагог. Професор Петербурзької академії мистецтв.

## Життєпис
Народився в родині провінційного художника-декоратора в тодішній Бессарабії.
Художню освіту опановував в майстерні батька, потім в повітовому училищі, потім в Одеському художньому училищі у 1895—1900 роках). Його викладачі в Одесі — Костанді Киріак Костянтинович, Ладиженський Геннадій Олександрович (1852—1916), Попов А. А.
Перебрався у столицю Російської імперії, де влаштувався на навчання у Петербурзьку академію мистецтв. Пройшов повний курс навчання у 1901—1904 роках, його викладач в академії — Кардовський Дмитро Миколайович. Стажувався в графічній майстерні Василя Мате (1912—1914 роки), де опановував різні графічні техніки (офорт, дереворит, літографія, ліногравюра).
Петербузька Академія мистецтв за часів СРСР декілька разів міняла назву (ВХУТЕИН — ЛВХТИ — ИНПИ — ЛИЖСА). Шилінговський працюватиме там на посаді викладача на поліграфічному (1921—1925), графічному (1925—1927) факультетах та в графічній майстерні навчального закладу (1936—1941) рр. У 1929—1936 роках створював ілюстрації до книг ленінградських видавництв «Academia», серед них «Одиссея» Гомера (видання 1935 року). Створив декілька портретів В. Леніна та К. Маркса в графічних техніках.
З 1924 року звернувся до створення екслібрисів. Всього Шилінговським зроблено дванадцять екслібрисів.
Залишився в блокованому німецькими, фінськими та іспанськими військами Ленінграді, де помер від голоду у квітні 1942 року.

## Вибрані твори

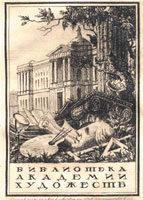
П. Шиллінговський. Экслібрис бібліотеки Петербурзької Академії мистецтв, офорт 1925 р.

## Вибрані твори і серії гравюр
- серія "Петербург. Руины и возрождение ", 1922—1923 рр.
- серія «Осаждённый город», 1941—1942 рр.
- «Автопортрет», офорт, 1916 р.
- Екслібрис П. Е. Корнилова, 1924 р.
- Екслібрис А.Каріньян, 1928 р.